# Strojna oprema računalnika
Strôjna opréma računalnika (angleško computer hardware) so vsi njegovi materialni deli (za razliko od nematerialne programske opreme).
Za delovanje računalnika potrebujemo strojno opremo. Zgledi:
- da lahko podatke vidimo, potrebujemo računalniški zaslon,
- da lahko računalnik upravljamo, potrebujemo miško in tipkovnico ...

## Delitev
| Enota                    | Opis                                     |
| ------------------------ | ---------------------------------------- |
| vhodne enote             | z njimi računalnik sprejema nove podatke |
| izhodne enote            | na njih računalnik prikaže rezultate     |
| matična plošča           | povezuje vse enote                       |
| centralna procesna enota | v njej se obdelujejo podatki             |
| pomnilne enote           | v njih računalnik hrani podatke          |

## Vhodne enote
Vhodne enote nam omogočajo vnos podatkov. V računalniku ni črk, slik in podobno, kot si nekateri predstavljajo, namesto tega so točno določene kode, sestavljene iz števk 0 in 1. Vhodne enote preoblikujejo človeku razumljive podatke in ukaze v zapletene kode, ki so razumljive računalniku. 

### Tipkovnica
Tipkovnica je najbolj razširjena vhodna naprava. Podobna je tipkovnici pisalnega stroja. Uporabljamo jo za vnašanje ukazov in podatkov s tipkanjem. Poleg uvoza podatkov je namenjena tudi upravljanju z računalnikom samim in s programi, ki v njem tečejo. Zato poleg tipk s črkami, številkami in pisnimi znamenji ter tipkami za premikanje po zaslonu vsebuje še nekaj posebnih tipk. Tipkovnica je električno mehanska naprava, tipke so stikala. Tipke so razporejene v štiri skupine:
- besedilni del
- številski del
- smerne tipke za pomikanje po tekstu, premiki med stranmi
- posebne funkcijske tipke, katerih pomen je odvisen od posameznega programa

### Miška
Računalniška miška je ena izmed najbolj razširjenih naprav (poleg tipkovnice) za interaktivno delo z računalnikom. Lahko jo uvrstimo tudi v podskupino vhodnih naprav, kazalne naprave (angleško pointing device). Običajna miška je opremljena z gumbi (največkrat tremi), srednja tipka pa je pogosto kombinirana s kolescem, ki poleg pritiska omogoča tudi vrtenje.
Računalniško miško so razvili pri podjetju Apple.

### Mikrofon
Pretvarja zvok v nihanje napetosti, ki ga zvočna kartica pretvori v računalniški zapis zvoka.

### Optični bralnik
Optični bralnik ali optični čitalnik (s tujko skener, angleško scanner) je naprava, ki ima nasprotno vlogo kot tiskalnik. Uporablja tehnologijo kopirnih strojev. Optični čitalec pretvori dokumente v računalniški zapis. Te podatke je potem s posebnimi programi možno naprej obdelovati in uporabljati.

## Izhodne enote
Namen izhodnih enot je, da simbole, kombinacije številk oziroma kode spremenijo v človeku razumljivo govorico oziroma besedilo ali podatek. Najpogosteje zunanja enota računalnika je prikazovalnik, bolj znana beseda je monitor. 

### Prikazovalnik
Prikazovalnik ali monitor je podoben televizorju, namesto gumbov za iskanje programov, ima gumbe za nastavitev zaslona, kot so osvetlitev, ostrino itd. Če bi si zaslon pogledali pod povečevalnim steklom, bi ugotovili, da je sestavljen iz zelo majhnih točk. Te točke, lahko vsako posebej različno obarvamo, in tako na zaslon pišemo, rišemo,… Poleg običajnega monitorja se uveljavljajo zasloni iz tekočih kristalov, tako imenovani angleško Liquid Crystal Display, zlasti pri baterijsko napajanih prenosnih računalnikih, kjer njihova izredno majhna poraba energije in majhna debelina odtehtajo višjo ceno. LCD zasloni so predstavnik neoddajajočih zaslonov, kar pomeni, da ne sevajo svetlobe, ampak samo odbijajo vpadno svetlobo. Vidljivost je odvisna od kota gledanja. Večina jih ima vgrajeno osvetlitev ozadja, kar omogoča delo tudi v temnejših prostorih.

### Tiskalniki
Tiskalnik (angleško printer) je v računalništvu izhodna naprava, ki kodirane podatke iz računalnika pretvori v človeku razumljivo obliko, besedilo in/ali sliko, ki jo odtisne na papir ali drug material. Poznamo več vrst tiskalnikov:
Matrični tiskalniki
Matrične tiskalnike se uporablja predvsem pri tisku v velikih količinah, kjer velika kakovost tiska ni potrebna, je pa pomembna moč udarca (tiskanje v več izvodih). Takšnih tiskalnikov ne uporabljamo za domače zadeve. Uporabljajo jih podjetja, saj morajo vsak mesec natisniti veliko količino položnic, ki so več plastne.
Brizgalni tiskalnik
Tiskalnik (angleško ink jet printer) brizga kapljice črnila skozi posebne šobe na papir. Za brizganje uporablja segrevanje črnila – bubble jet, ali piezzo kristal. Glavna prednost je tiho delovanje in dokaj velika hitrost izpisa. 
Toplotni tiskalnik
Toplotni tiskalnik (angleško thermo transfer) uporablja poseben barvni trak, s katerega nanaša barvilo na papir z majhnimi elektrodami, ki segrevajo trak. Omogoča kvalitetne barvne slike ob tihem delovanju. 
Laserski tiskalnik
Laserski tiskalnik (angleško laser printer) uporablja laserski žarek, ki ga krmili računalnik, nevtralizira naboj na nabitem elektrostatičnem valju. Barvni prašek se veže na nevtralizirana mesta valja, ta ga prenese na papir, kjer ga utrdimo s segrevanjem.  Laserski tiskalniki uporabljajo spremenljivo velikost točk s čimer dosežejo še dodatne izboljšave slike (angleško resolution enhancement technology). Pri hitrosti risanja je treba upoštevati še čas pretvorbe slike v rastersko obliko, ki je odvisen od zmogljivosti računalnika ali procesorja v tiskalniku. Barvni laserski tiskalniki uporabljajo črno in tri osnovne barve, tiskajo pa z več prehodi papirja. 
Svetlobni tiskalnik
Novejši postopek senčilo tekočih kristalov (angleško liquid crystal shutter). Namesto laserskega žarka uporablja navadno svetlobo, ki jo seva skozi režo tekočih kristalov. Te krmili procesor, tako da prepuščajo svetlobo samo na ustreznih mestih. Nadaljnji postopek je enak kot pri laserskih tiskalnikih. Zaradi enostavnejše izvedbe so cenejši od laserskih tiskalnikov.

### Zvočniki
Predvajajo zvok na podlagi signala, ki ga oddaja zvočna kartica.

## Matična plošča
Matična plošča (angleško motherboard ali mainboard) je osnovno tiskano vezje v osebnem računalniku. Na matično ploščo se vstavijo oziroma se priključijo vse ostale enote: procesor, bralno pisalni pomnilnik (RAM), razširitvene kartice (npr.: grafična kartica) in zunanji pomnilnik. Matična plošča vsebuje tudi mnoge vmesnike (npr.: miškin, tipkovničin, USB, serijski, tiskalniški itd.)

## Procesor
Tudi računalnik ima svoje središče. Imenujemo ga Centralna procesna enota (angleško Central Process Unit) ali procesor. Procesor upravlja in nadzira delovanje računalnika in izvršuje matematične in logične operacije. Procesor sestavljajo registri, aritmetično-logična enota in krmilna enota.
Sodobni računalniki, imajo procesno enoto sestavljeno iz elektronskega vezja z nekaj 100 milijonov tranzistorjev . Procesor temelji na majhni ploščici, ki jo imenujemo mikroprocesor. Ploščica je za praktično uporabo zaščitena s črno plastično prevleko.  Obstaja veliko različnih izdelovalcev mikroprocesorjev.
Procesor se ob svojem delovanju močno segreje zato potrebuje še svoj ventilator.
Glede na zahtevnost ukazov, ki jih procesorji izvajajo, ločimo:
- CISC angleško complex instructjon set computer - so procesorji, ki obvladajo veliko število zelo zahtevnih ukazov, izvajanje posameznih ukazov trajajo več ciklov.
- RISC angleško reduced instruction set computer - so procesorji, ki obvladajo samo omejen nabor osnovnih ukazov, zato pa jih izvajajo optimalno hitro . večinoma le v enem ciklu.

## Sistemski pomnilnik
Osnovna enota za merjenje velikosti pomnilnika je zlog, angleško byte. Eno črko, številko, oziroma drug znak lahko kodiramo z enim zlogom, zato morajo biti pomnilniki za delo mnogo večji, in jih merimo v kilobajtih, megabajtih ali gigabajtih.
Pomnjenje ima v računalniku dve dejavnosti, prva je zapis podatka v pomnilnik, druga pa je ponovno branje shranjenega podatka. 
Računalnik opravi veliko branja in shranjevanja, zato morajo biti pomnilne enote hitre, da shranjevanje in branje ne vzameta preveč časa.
Zelo hitre pomnilne enote hranijo, le podatke, ki jih potrebuje pri izvajanju tekočega programa. Takšnemu pomnilniku pravimo Delovni pomnilnik.

### Delovni pomnilnik
V delovnem pomnilniku, angleško RAM se hranijo programi, ki se izvajajo ter podatki in navodila, ki so potrebni za izvajanje programov. 
Pomnilnik je zgrajen iz elektronskega vezja, ki ga v računalnik vgradimo v obliki čipa. Pri RAM-u je treba omeniti tudi to, da se ob izklopu naprave vsi podatki na njem izbrišejo.

### Bralni pomnilnik
Navodila, potrebna za zagon računalnika so večinoma shranjena v bralnem pomnilniku, ROM. Te podatke vanj zapišemo že med postopkom izdelave in jih kasneje lahko samo beremo, ne pa tudi spreminjamo. 
Ker je izdelava manjših serij bralnega polnilnika draga, obstajajo izvedbe, ki jih je mogoče programirati . Vanje lahko zapišemo vsebino, ki se pozneje ne spremeni.
Vrste bralnega pomnilnika:
| Ime                                        | Opis | Uporaba |
| ------------------------------------------ | --- | --- |
| PROM angleško Programable ROM              | Programabilni bralni polnilnik, v katerega lahko enkrat zapišemo vsebino, kasneje pa ga lahko samo beremo.                                               | Uporablja se pri manjših serijah.                                                                             |
| EPROM angleško Erasable PROM               | Izbrisljivi programobilni bralni polnilnik, ki mu lahko vsebino zbrišemo s pomočjo ultravijolične svetlobe, potem pa lahko ponovno vpišemo novo vsebino. | Uporablja se predvsem pri razvoju, ko se vsebina večkrat spreminja. Uporablja se tudi v BIOSih.               |
| EEPROM angleško Electriccaly Erasable PROM | Električno izbrisljivi programabilni bralni polnilnik. Vsebino lahko zbrišemo z električnim tokom, nato pa jo ponovno vpišemo.                           | Uporablja se za trajno shranjevanje nastavitev, ki jih lahko večkrat spreminjamo. Uporablja se tudi v BIOSih. |

## Hranjenje podatkov

### Trdi disk
Trdi disk (angleško hard drive) je računalniška enota namenjena shranjevanju podatkov.

### Disketa
Enako kot na trdi disk, lahko podatke shranimo tudi na disketo, vendar v veliko manjših količinah (1,44MB). Namen diskete je, prenašanje podatkov iz enega računalnika na drug računalnik in varnostno shranjevanje manjše količine podatkov.

### Zgoščenka
Zelo razširjena pomnilna enota je zgoščenka ali cede. Na zgoščenko lahko zapišemo 700MB podatkov, na DVD-zgoščenko lahko shranimo 4,7GB podatkov na DVD DL-zgoščenko lahko spravimo 8,5GB podatkov, na Blu-ray zgoščenko pa celo 25GB podatkov.

### USB-ključ
V zadnjem času je postala zelo razširjena oprema za shranjevanje podatkov USB-ključ (USB key, tudi USB flash drive). Najzmogljivejši USB-ključi imajo tudi nekaj GB prostora za shranjevanje. Njihova prednost je v preprosti uporabi, priročni majhni obliki in možnosti večkratnega zapisovanja ter brisanja datotek.